# カガクチョップ
『カガクチョップ』はカヅホによる日本の漫画。好奇心の赴くままに日々実験や発明を繰り返す科学部部長の鈴園沙衣と、クラス委員長である長倉蓮を中心に展開される作品で、当初は2011年8月10日より無料ウェブコミック配信サイト『FlexComixブラッド』（フレックスコミックス）にて連載を開始したが、その後第2話以降が配信されていなかった。しかし、2012年9月に『FlexComixブラッド』が『COMIC メテオ』に吸収されると同時に本作も移籍。10月31日に第1話を再配信した後、新作となる第2話が12月5日に配信。その後は月1ペースで連載を再開し、2019年10月30日まで連載された。本作はもともと作者が発行した同人誌『よい子の献血マンガと細かいのまとめ』に軽い気持ちで掲載した約4ページの短編であった。
作中で度々猟奇的なシーンが描写されているためCOMICメテオ配信版では第53話以降から「閲覧はご自身の判断と責任において行って下さい」の警告文が付いたが、話数を重ねるうちに季節や当時の流行に絡めた半ばネタ的な警告文に変わっていった。COMICメテオでは過去の作品の再掲載が2021年現在も不定期で行われている。
第51回（2020年）星雲賞コミック部門候補作。

## 登場人物
鈴園 沙衣（すずぞの さい）
声 - 赤﨑千夏
山本第一高等学校B組の女子生徒で科学部部長。白い髪と眼鏡が特徴で、白衣を着用している。薬品、機械、手首が切断された幻覚を見せるアロマなどの様々な発明・実験を行なっている。成績は本人曰く「学年トップ」。基本的にはボケ役だが、成績優秀なのと蓮が頭が悪いのもあり、ツッコミに回ることも多い。誕生日は10月23日。
開発はコンセプトのみ重視し、遊びの領域もどこかズレているため、危険な物であろうと躊躇せず発明して、結果的に安全装置やリスク管理ができていないせいでトラブルが発生したり、それによって蓮の怒りを買い制裁を受けたりしている。外部からの依頼を受けて発明することもあり、一例として「実験その23」で「とある団体」からの依頼で「自動ネイルマシーン」と称した指先を滑らかに切断して断面の処置を行う機械を発明、その機械から着想を得て2号機（こちらは前述の「自動ネイルマシーン」とは全くの別物で、爪のケアやネイルのデザイン・つけ爪を全自動で行い、細胞操作で傷んだ爪や指先を再生する機能を持つ）も発明している。
長倉 蓮（ながくら れん）
声 - 田村睦心
山本第一高等学校A組の女子生徒でクラス委員長。成績はかなり悪く、頭も悪い。視力は悪くないが「メガネは委員長の象徴」「掛けていた方が私の聡明さが（掛けるだけに）何倍も際立つ」という理由で眼鏡を掛けている。基本的にはツッコミ役だが、前述の通り頭が悪いためにボケとツッコミの立場が逆転することもある。
盛本 雨柚（もるもと うゆ）
山本第一高等学校C組の女子生徒で科学部部員。初登場直後は沙衣の実験に付き合って冷凍されていた状態だったが、彼女によって解凍された。科学部に入部した理由は覚えていない。毎回のように沙衣の発明品や実験により直接の描写が避けられるほどの大怪我などの被害を受けているが、特に不満も言わず実験に付き合い続ける。
犬サボテン
沙衣によって作られた、サボテンと犬の遺伝子を掛け合わせた植物。犬と同じ習性を持ち、自由に動き回る。
柿野 日菜（かきの ひな）
山本第一高等学校D組の女子生徒で奇術部部員。第52話で科学準備室を訪ね「アルティメット流動服」の暴走により動けなくなっていた沙衣たちを見て驚愕し、続く第53話で助け出す。そこで沙衣に手品で使える発明品を作るように依頼する。以後、乃子と共に準レギュラーとして登場し、マジックの披露や実験の手伝いをする。入ろうとしていたオカルト研究会がなかった代わりとして奇術部に入ったと言い、披露する手品には呪術も含まれる。
戯崎 乃子（ぎざき のこ）
山本第一高等学校E組の女子生徒で奇術部部長。物を切断する奇術を得意とし、普段からノコギリを持ち歩いている。

## 書誌情報
- カヅホ 『カガクチョップ』 発行：フレックスコミックス、発売：ほるぷ出版 〈メテオCOMICS〉、全6巻
  1. 2014年4月12日発売[7]、ISBN 978-4-593-85772-2
  2. 2015年4月11日発売[8]、ISBN 978-4-593-85802-6
  3. 2016年5月12日発売[9]、ISBN 978-4-593-85833-0
  4. 2017年8月8日発売[10]、ISBN 978-4-593-85866-8
  5. 2018年11月9日発売[11]、ISBN 978-4-86675-035-4
  6. 2019年12月12日発売[12]、ISBN 978-4-86675-085-9